# Torneo de Queen's Club 2007
El Torneo de Queen's Club de 2007 es un torneo de tenis del ATP Tour 2007 y la edición nº36 de este campeonato. El torneo tubo lugar en el Queen's Club en Londres, Reino Unido, desde el 11 de junio hasta el 17 de junio, de 2007. El torneo es un evento correspondiente al ATP International Series. 

## Senior

### Individuales masculino
Andy Roddick vence a  Nicolas Mahut 4–6, 7–6(7), 7–6(2)

### Dobles masculino
Mark Knowles /  Daniel Nestor vencen a  Bob Bryan /  Mike Bryan 7–6(4), 7–5

## Junior

### Individuales masculino
Uladzimir Ignatik vence a  Gastão Elias 7–5, 6–0